# 공군기상단
공군기상단(영어: Air Force Weather Group)은 대한민국 공군본부 직할 군사 기상학 부대이다. 휴대용 관측 장비, 한반도 중부 및 남부에 설치한 9개의 기상 레이더와 기상 위성를 통해 관측된 데이터로 예보를 하고 있다.

## 역사
1950년 7월 27일, 기상대로 창설되었다.
2007년 1월 1일, 한반도 전구에서의 기상 예보 임무가 제7공군 산하 제607전투기상대대에서 대한민국 공군 제736기상대대로 이양되었다. 대대는 한미연합군사령부에 상주한다.
2012년 1월 1일, 공군기상단으로 개편되었다.
2015년 7월 26일, 공군본부는 공군기상단이 북한 지역까지 기상 관측 및 일기예보를 할 수 있게 되었다고 발표하였다.
2018년 1월 2일, 중앙기상부 산하에 우주 영역의 기후를 관측 및 예보를 담당하는 우주기상팀이 창설되었다.
2023년 1월 1일, 군사 기상 데이터 서버를 운영하는 기상정보센터가 창설되었다. 센터장으로 공군대령이 임명된다.
2024년 1월 1일, 우주기상팀이 우주기상대로, 부서에서 분리된 부대로 재편성되었다.

## 구조

### 부서
- 중앙기상부
  - 예보상황실 - 수신받은 기상 데이터을 분석하고 가공하여 예보를 생성.

### 산하 부대
- 단 본부
- 기상정보센터; 2023년 1월 1일, 설립
- 제736기상대대; 2006년 7월 1일, 한미연합군사령부 산하 창설[7]
- 비행단 항공작전전대 산하 17개 기상(대/대대)
- 15개 기상파견대
  - 국방부 기상파견대
  - 덕적도 기상파견대[8]
  - 육군항공사령부 기상파견대

## 기록

### 소속
- 공군본부; 1950년 7월 27일; 1975년 3월 1일
- 제7항로보안단; 1955년 10월 15일

### 계보
- 1950년 7월 27일, 기상대
- 1951년 10월 20일, 제50기상대
- 19551년 11월 7일, 제50기상전대
- 1961년 9월 30일, 제73기상전대
- 2012년 1월 2일, 공군기상단

## 같이 보기
주변 국가의 군사 기상학 부대
- 제607전투기상대대, 제7공군 (주한 공군)
- 항공기상군, 일본 항공자위대.
- 공군기상연대, 중화민국 공군.

## 인용
1. 1 2  이석종 (2012년 1월 5일). “부대열전공군기상단”. 국방일보. 2025년 3월 9일에 확인함.
2. ↑  “戰時 일기예보…한국군이 맡는다”. 《매일경제》. 2006년 12월 4일. 2025년 3월 8일에 확인함.
3. ↑  디지털뉴스팀 (2006년 12월 4일). “戰時 '기상예보 임무' 한국군 전환”. 《동아일보》. 2025년 3월 8일에 확인함.
4. ↑  “공군 기상단 “북한 지역 기상 관측·예보 시작””. 《KBS 뉴스》. 2015년 7월 26일. 2025년 3월 9일에 확인함.
5. 1 2  박시수 (2024년 1월 3일). “한국군, ‘우주기상대’ 창설…”독자적 우주기상 예보 제공””. 《SpaceRdar》. 2025년 3월 8일에 확인함.
6. ↑  국방일보. “[공군기상단, 기상정보센터 창설] 기상정보 더 빠르고 정확하게…전천후 작전 돕는다”. 2025년 3월 9일에 확인함.
7. ↑  “아침 대부분 영하권, 낮부터 추위 누그러져”. 2006년 12월 4일. 2025년 3월 8일에 확인함.
8. ↑  김중식 (2020년 9월 9일). “공군 서해 덕적도 기상파견대 지역 주민에게 맞춤형 기상정보 지원”. 충청타임즈. 2025년 3월 9일에 확인함.